# Okopy (Oblast' di Ternopil')
Okopy (in ucraino Окопи?; in russo Окопы Святоцы Трицы?, Okopy Svjatocy Tricy; in polacco Okopy Świętej Trójcy) è un villaggio ucraino situato nell'oblast' di Ternopil'.

## Origini del nome
L'insediamento era precedentemente denominato Okopy Svyatoyi Triytsi (in ucraino Окопи Святої Трійці?; in polacco Okopy Świętej Trójcy; in russo Окопы Святоцы Трицы?), traducibile letteralmente in italiano come "Bastioni della Santissima Trinità".

## Storia
La fortezza e il vicino villaggio furono costruiti nel 1692 da Stanisław Jan Jabłonowski, Gran Atamano della Corona. Il sito fu scelto dal re Giovanni III Sobieski, come misura per fermare un possibile attacco dalle vicine fortezze turche - di Kam"janec'-Podil's'kyj, a venti chilometri di distanza, e Chotyn, a otto chilometri di distanza. La fortezza fu ampliata da Tielman van Gameren, uno dei più importanti architetti polacchi dell'epoca.
Il sito è una fortezza naturale: una piccola striscia di alte rocce tra i fiumi Zbruch e Dnestr. Tielman van Gameren decise di costruire una doppia linea di fortificazioni disposte secondo un sistema di bastioni con due porte che conducevano a est ( la Porta di Kamieniec  ) e verso ovest (la Porta di Leopoli). Le altre direzioni erano difese da mura turrite e scarpate naturali sulle rive del fiume, con muri che si estendevano lungo entrambi i lati dell'istmo sul bordo del ripido pendio verso il fiume. La costruzione fu iniziata sotto il comando del generale dell'artiglieria a cavallo, Marcin Katski, ed i lavori furono terminati nello stesso anno. Anche il vicino villaggio fu fortificato. Nel 1693 Jan III Sobieski costruì una chiesa votiva nel complesso. Israel ben Eliezer, un mistico ebreo e fondatore del movimento chassidico, nacque a Okopy nel 1698 (sebbene in seguito abbia vissuto nella vicina Tluste).
La fortezza fu abbandonata nel 1699, quando il resto della Podolia fu restituita alla Polonia, e la fortezza perse la sua importanza come contrappeso a Kamieniec Podolski. Nel 1769, la Confederazione di Bar, difese la roccaforte contro le forze assedianti russe. La difesa era comandata dal futuro Eroe della Guerra d'indipendenza americana, Kazimierz Pułaski.
Dopo le spartizioni della Polonia nel 1772, il villaggio e le rovine della fortezza divennero il punto più orientale della Austria in Galizia. La vicina città fu abbandonata e gli abitanti del villaggio si trasferirono all'interno delle mura della fortezza. La maggior parte delle case che sono state costruite sono state realizzate con le pietre che erano state utilizzate per costruire le precedenti mura difensive. Le parti rimanenti della fortezza (entrambe le porte, uno dei forti, le rovine della chiesa della Santissima Trinità e parti delle mura) furono parzialmente restaurate nel 1905 dal conte Mieczysław Dunin-Borkowski.
Dopo la Guerra polacco-bolscevica del 1920, il sito divenne parte della Polonia, nel Voivodato di Ternopil', vicino al confine polacco con l'Unione Sovietica e la Romania. Il 14º battaglione del Border Defense Corps era di stanza lì. Nel periodo interbellico, il villaggio era noto per le sue cantine e i pescheti. Divenne un centro di vacanze per gli abitanti delle vicine città di Ternopil e Leopoli.
Dopo la seconda guerra mondiale, il sito fu annesso all'Unione Sovietica. Il villaggio fu ribattezzato "Okopy" e trasformato in un kolkhoz, e presto si spopolò completamente, a seguito della migrazione forzata dei polacchi in Siberia.
Le rovine della fortezza si trovano nella parte occidentale del villaggio.
Il nome della fortezza è stato reso popolare in Polonia da Zygmunt Krasiński nel suo dramma Nie-Boska komedia ("Commedia non divina").
Fino al 18 luglio 2020, Okopy apparteneva al rajon di Borshchiv. Il rajon è stato abolito nel luglio 2020 nell'ambito della riforma amministrativa dell'Ucraina, che ha ridotto a tre il numero di rajon dell'oblast di Ternopil. L'area del rajon di Borshchiv è stata fusa col rajon di Chortkiv.